# Arquitectura Xtensa
L'arquitectura Xtensa és una família de microprocessadors de 32 bits tipus RISC dissenyada per l'empresa fabless Tensilica, adquirida per l'empresa fabless Cadence, creada l'any 1988 i amb seu a San Jose, California.

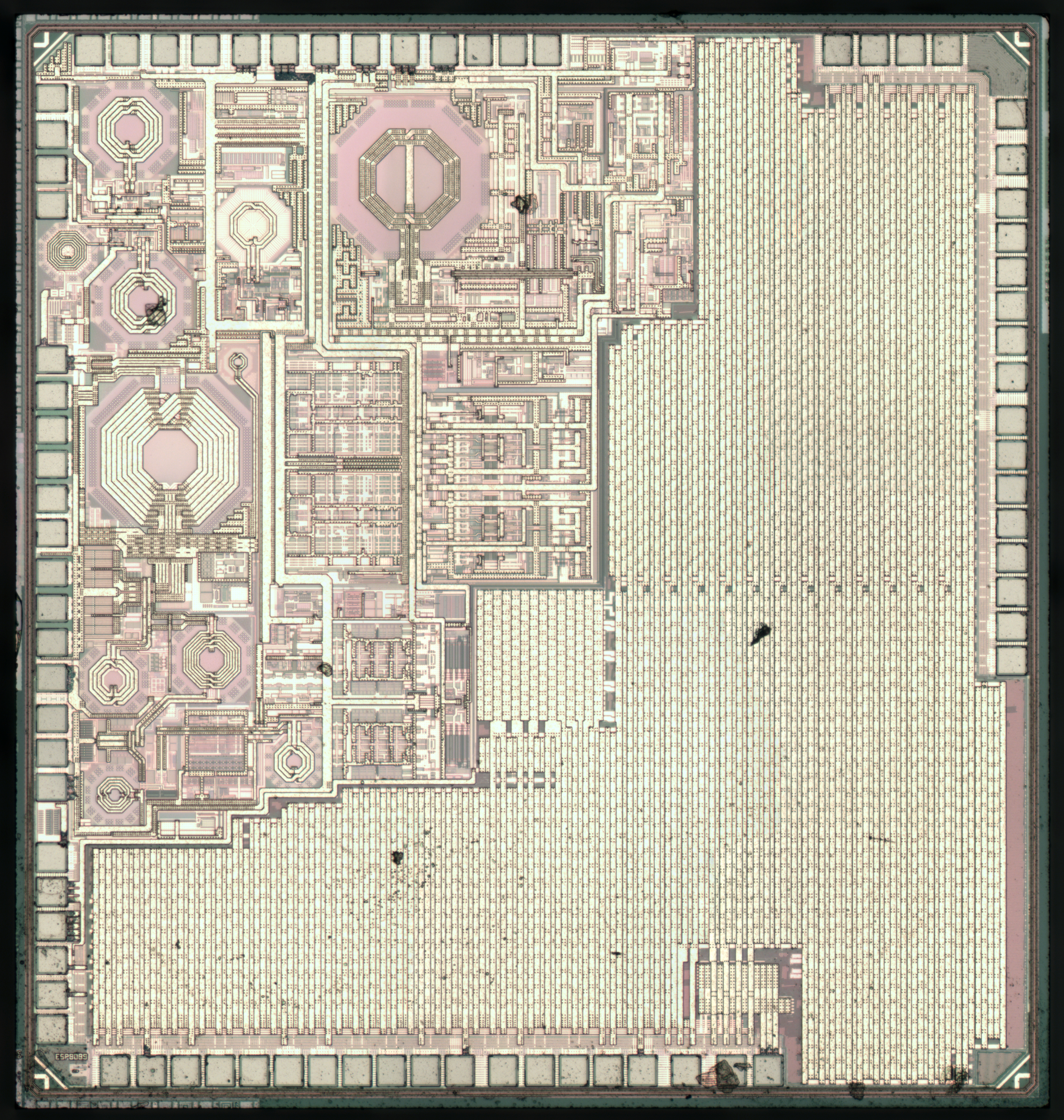
Fig.1 Disseny del processador ESP8266

L'arquitectura Xtensa té com a principal propietat que es pot adaptar a les necessitats del client (disseny custom):
- Possibilitat d'afegir nous processadors al SoC.
- Possibilitat d'afegir noves instruccions al processador.
- Possibilitat d'afegir nous registres al processador.

## Versions Xtensa
- Xtensa 9[3]
- Xtensa LX4 : DSP per aplicacions àudio
- Xtensa LX7 : DSP per aplicacions gràfiques i ràdar
- Xtensa X106 : DSP per aplicacions de telecomunicacions

|                                   | Xtensa 9      | Xtensa LX4 |
| Opcions més importants :          |               |            |
| Max16                             | Sí            | Sí         |
| MUL16/MUL32                       | Sí            | Sí         |
| Coma flotant                      | Sí            | Sí         |
| Vectra LX                         | No disponible | Sí         |
| HiFi 2 Audio                      | No disponible | Sí         |
| ConnX D2 DSP engine               | No disponible | Sí         |
| ConnX Baseband Engines            | No disponible | Sí         |
| Linux MMU                         | Sí            | Sí         |
| Opcions Pipeline/Architectura :   |               |            |
| Etapes pipeline                   | 5             | 5/7        |
| FLIX Technology                   | No disponible | Sí         |
| Processor Interface Options       |               |            |
| PIF and XLMI                      | Sí            | Sí         |
| Unitats Load/Store                | 1             | 1 o 2      |
| Designer-Defined Ports and Queues | Limitat       | Sí         |

## Implementacions d'arquitectura Xtensa
- Aplicacions gràfiques:
  - Microsoft HoloLens

- Aplicacions d'àudio de la casa AMD:
  - TrueAudio (emprat en PlayStation 4) i Unified Video Decoder

- Aplicacions en comunicacions Wi-Fi de la casa Espressif Systems:[4]
  - Processador ESP8266 (vegeu Fig.1)
  - Processador ESP32